# Camarasa (Lleida)
Camarasa ist eine katalanische Gemeinde in der Provinz Lleida im Nordosten Spaniens. Sie liegt in der Comarca Noguera am Zusammenfluss der Flüsse Segre und Noguera Pallaresa.

## Persönlichkeiten
- Michele Balaguer (1597–1663), römisch-katholischer Geistlicher, Bischof von Malta 1635–1663